# Lügentaler
Der Lügentaler, ältere Schreibweise Lügen-Thaler, war der zweite sogenannte emblematische oder satirische Taler des Herzogs Heinrich Julius von Braunschweig-Wolfenbüttel (1589–1613) mit den Jahreszahlen 1596 und 1597, der auf den Rebellentaler folgte. Der Herzog führte einen Rechtsstreit mit einigen Adeligen seines Landes. Mit dem Taler voller Symbolik wollte er bei der Bevölkerung Sympathie für seine Politik erlangen und seine Beschwerde führenden Gegner von Adel der „immerwährenden Schmach“ aussetzen.

## Münzgeschichte

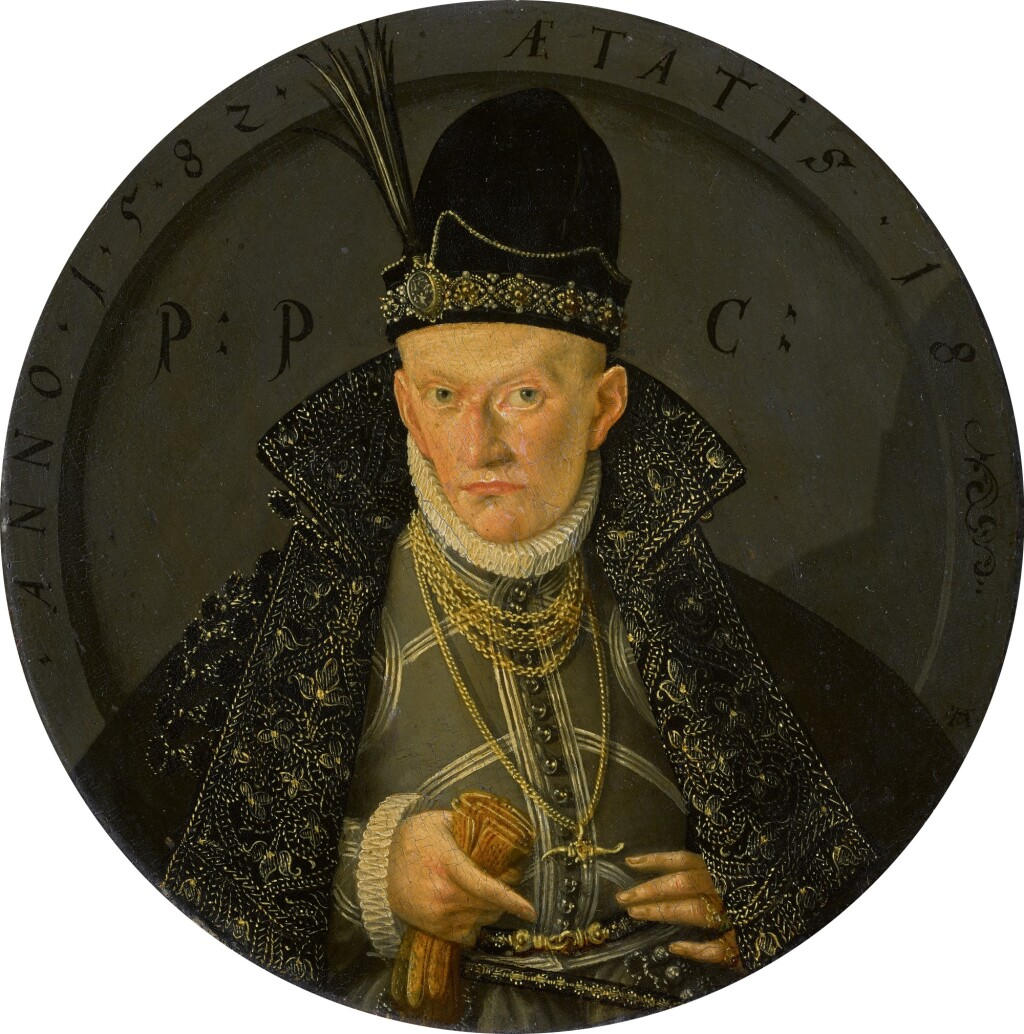
Porträt von Heinrich Julius von 1582 von Adam Offinger. Der Herzog ist der Münzherr der sogenannten emblematischen Taler.

Herzog Heinrich Julius von Braunschweig-Wolfenbüttel hatte auf die Zwistigkeiten mit seinem Adel Spottmünzen schlagen lassen. Er führte einen Rechtsstreit gegen einige adelige Familien seines Landes, die ihn beim Reichskammergericht verklagt hatten. Seine Hauptkläger waren die Herren von Steinberg, von Stockheim und von Saldern, die er im Münzbild des Lügentalers verspottete.
Die Erklärung zu den einzelnen Details im Lügentaler stammen größtenteils aus den Gerichtsakten. Die Herren von „Salder und Consorten“ hatten angeblich viele üble Dinge über den Herzog fälschlich verbreitet. Das bewog Heinrich Julius den zweiten symbolischen Taler schlagen zu lassen, der den Namen Lügentaler trägt. Die Gegner des Herzogs bezeichneten das Münzbild des Talers als „schmähliches Gemählde zur Verunehrung derer von Salder und anderen ehrlichen von Adel“.

## Münzbeschreibung

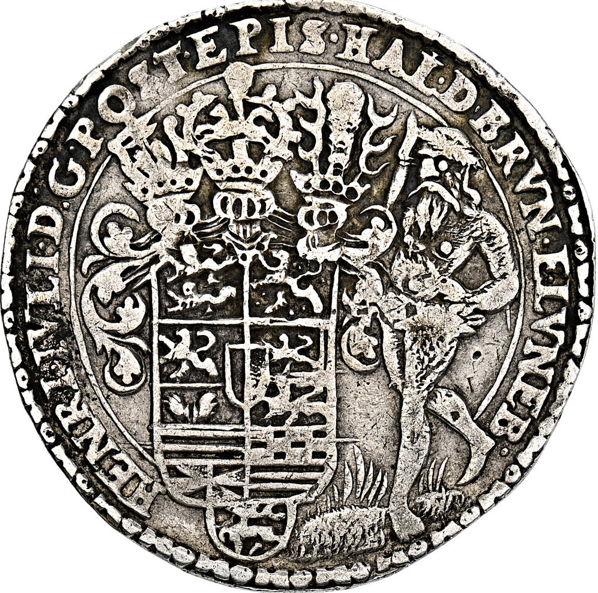
Lügentaler von 1596, Vorderseite (Silber; Durchmesser 39 mm; 29,1 g)

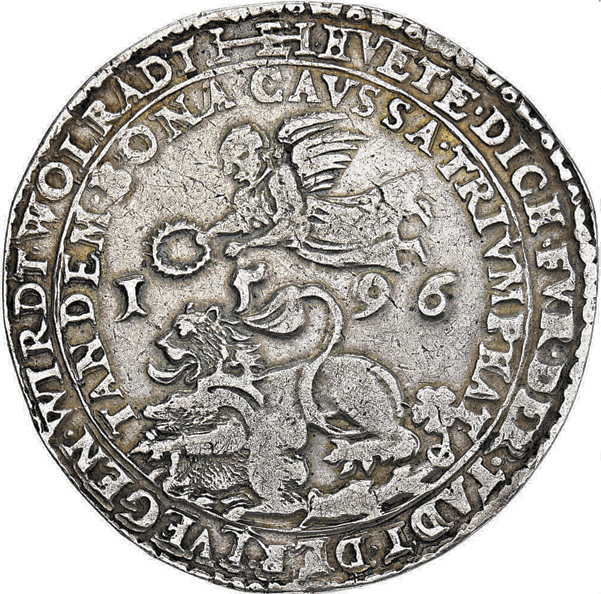
Rückseite mit viel Symbolik

Der Lügentaler des Herzogs Heinrich Julius von Braunschweig-Wolfenbüttel ist ein nach dem Reichsmünzfuß geprägter Reichstaler aus der Münzstätte Goslar. Der silberne Taler wurde ohne Münzmeisterzeichen und Künstlersignatur geprägt.

### Vorderseite
Die Vorderseite zeigt einen dreifach behelmten Wappenschild mit Helmzieren. Der Wappenschild hat neun Felder und ein Herzschild. Der Schild wird vom rechts im Bild stehenden Wilden Mann gehalten. Die Umschrift lautet:
- HENRI(cus) • IVLI(us) • D(ei) : G(ratia) • POST(ulatus) • EPIS(copus) • HAL(berstadensis) • D(ux) • BRVN(svicensis) • E(t) • LVNEB(urgensis) •
  - Übersetzung: Heinrich Julius von Gottes Gnaden, postulierter Bischof zu Halberstadt, Herzog zu Braunschweig und Lüneburg.

### Rückseite
Der emblematische Taler zeigt auf der Rückseite einen liegenden Löwen, der zwischen seinen Tatzen einen Steinbock hält, den er gerissen hat. Über dem Löwen schwebt ein Engel, der einen Lorbeerkranz über den Kopf des Löwen hält. Die Jahreszahl 1596 nimmt die Mitte des Münzfeldes ein. Unter dem Löwen liegt ein Stock, an dem sich eine Rose befindet. Oben im Außenkreis am Ende der Umschrift ist ein Zeichen, das als Monogramm des Herzogs gedeutet wurde. Ein Monogramm des Münzherrn in der Umschrift ist wahrscheinlich einmalig. Damit wollte Heinrich Julius seinem Spruch offenbar Nachdruck verleihen.
- Die Umschrift im Außenkreis lautet: HVETE • DICH • FVR • DER • TADT • DER • LVEGEN • WIRDT  WOL RADT (Hüte dich vor der Tat; der Lügen wird wohl Rat.)

- Im Innenkreis lautet die Umschrift: TANDEM • BONA • CAVSSA • TRIUMPHAT
  - Übersetzung: Endlich siegt die gute Sache.

### Köhlers Erklärung der Rückseite
Nach Johann David Köhlers Münzbelustigung versinnbildlicht der Löwe, der aus dem fürstlich-braunschweigischen Wappen stammt, den Herzog, über dem ein Engel in Gestalt einer schwebenden Victoria einen Kranz reicht. Zu den Sinnbildern passen die Sprüche: „Tandem bona causa triumphat“ (Endlich siegt die gute Sache) und „Hüte dich der That, der Lügen wird wo(h)l Rath“. Mit diesen Worten und Symbolen wollte der Fürst die Herren von Salder und anderen adlige Beschwerdeführer der „immerwährenden Schmach“ innerhalb und außerhalb des Landes aussetzen. Der Steinbock im Münzbild, den der Löwe gerissen hat, stammt aus dem steinbergischen Wappen. Aus dem Mist des Steinbocks wächst ein Stock mit Ästen und daraus eine Rose. Der Stock ist ein Symbol für die Herren von Stockheim. Die Rose stammt aus dem Wappen derer von Saldern.
Anmerkung: Auf den Lügentaler folgte 1597 und 1598 der Wahrheitstaler, 1599 der Mückentaler oder fälschlich Wespentaler und schließlich der Pelikantaler oder Patriotentaler, der ebenfalls 1599 geprägt wurde, mit dem der Herzog seinen Einsatz für das Land und die Untertanen symbolisch darstellen wollte.